# 潮州市職業技術学校
潮州市職業技術学校、は中華人民共和国広東省潮州市にある職業高校、1950年6月1日設立。その前身は「潮州農業学校」、「潮州市百花台職業高校」であるため、潮州市民からは「百花台」、「楓洋」と呼ばれる。

## 歴史

### 農業学校時代（1950.06.01-2006.12.07）
- 潮州市職業技術学校の歴史は1950年6月1日成立の潮州農業学校、初名「広東省潮州農林幹部学校」、所在地は広東省恵来県葵潭鎮葵峰農場は、国民政府軍さん翁照垣創設。
- 1952年9月1日に移って潮安県（現潮安区）古巷鎮楓洋郷の大夫第、新たに「広東省潮州高級農業技術学校」。
- 1953年に移って潮安県古巷鎮楓洋村洋鉄嶺山麓（現在の潮州市職業技術学校所在地）今、新たに「広東省潮安農業学校」。
- 1958年9月1日、潮安農業学校短大学院に昇格、命名「華南農業学院汕頭分院」、「広東省潮安農業学校」の保留ブランド。
- 1962年8月2日、華南農業学院汕頭分院廃校継続使用され、「広東省潮安農業学校」の名は。同校は農業教育を主とするほか、設立されたコンピュータ、会計、ビジネス、自動車修理などの専門。この学校は当時教学棟、図書館、寮、実験農場などの施設があります。
- 1968年10月1日、毛沢東政府が発動文化大革命、潮安農業学校に改名され「潮安県五七幹部学校」は、当時多くの政府幹部をされで同校などを労働教育まで。1972年農業学校改名し、「汕頭地区農業学校」。
- 1975年9月1日、汕頭地区（現汕頭市）革命委員会は、潮安県五七幹部学校創設「汕頭地区五七農学院」、「汕頭地区農業学校」校名。
- 1978年、華国鋒政府で回復の大学入試制度、汕頭地区の五七農学院から入社1878、1979届2回大学入試再開の短大生。
- 1983年3月1日、取り消す「汕頭地区五七農学院」、保留して「汕頭地区農業学校」。
- 1992年、汕頭地区行政区画整理、潮州市は1991年に昇格地級市、汕頭地区農業学校編入潮州市地域管理する。
- 1993年3月1日、「広東省潮州農業学校」と改名、同年6月1日、潮州市農業局の農業局管理。

### 百花台職業高級中学時期（1983.09.01-2006.12.07）

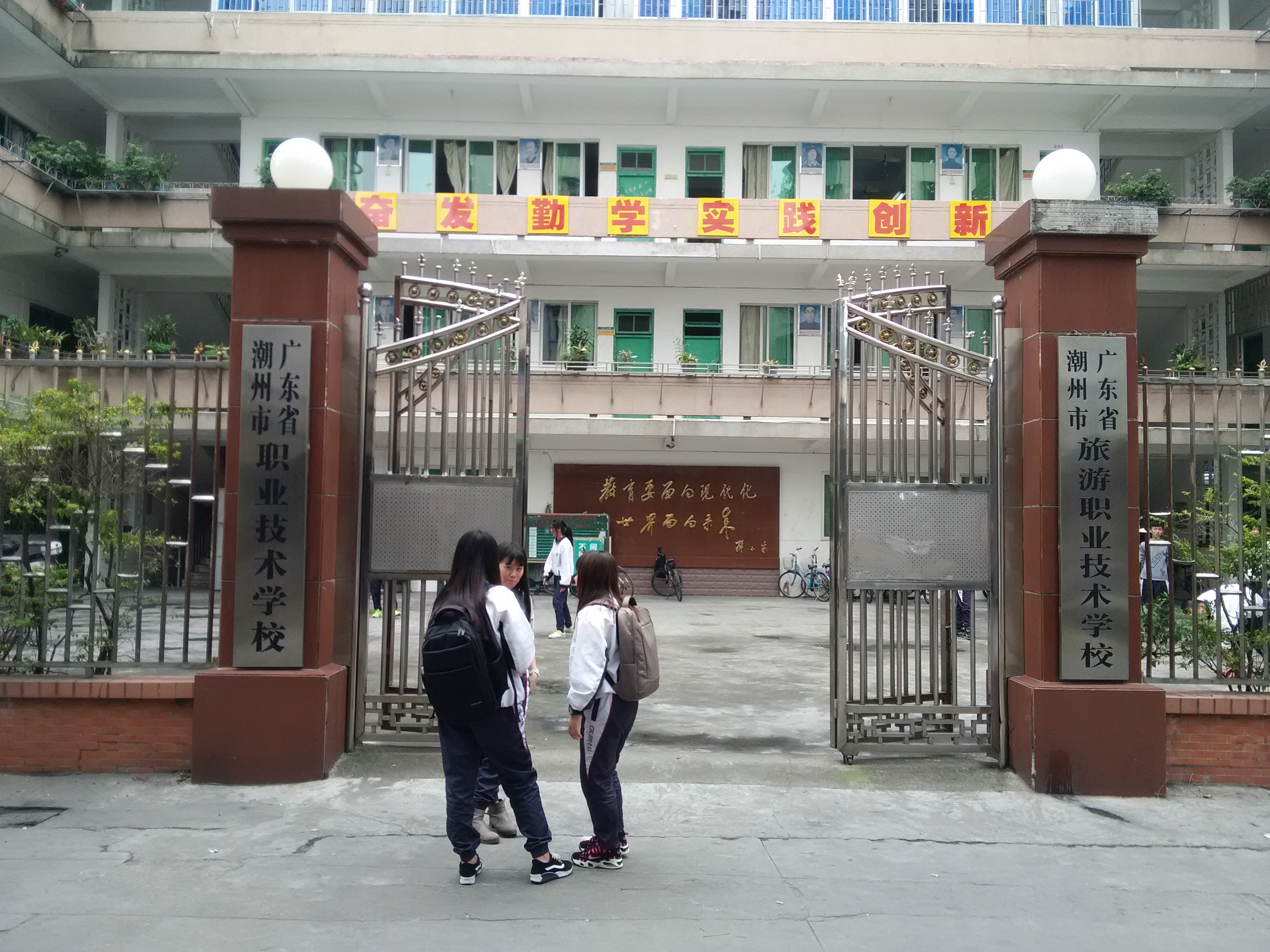
旧官誥巷キャンパスの校門、現在は虹橋職業技術学校に改編される。

- 1983年9月1日、潮州市百花台職業高級中学は潮州市中山路官誥巷に創立され、現在は官誥巷の潮州市東方紅学校、すなわち官誥巷のキャンパスには中山路や太平道の境にある、1926年民国粤軍はかつてここで百花台を確立するため、そのため名声を得。
- 1992年、潮州市の百花台の職業高級中学校で中華人民共和国国家教育委員会（現中華人民共和国教育部）認定を「省レベル重点職業高等中学校」と認定した」。
- 2000年、「普通高校暑い」暑いというのは、潮州市百花台職業高級中学校で毎年募集人数不足130人、職業教育が冷遇されている。その時、張森鎮校長を務めたし、社会の全面調査によって、学生募集人数が上昇し始め。[1]
- 2002年を経て、広東省教育庁の承認は、潮州市百花台職業高級中学設立6門類専門技能課程潮州の証明書の「考証」を担当し、潮州市「3+証書」職業大学入試の考証仕事。
- 2004年、「潮州市職業技術学校」と改名してきた。

### 合併後（2006.12.07-今）

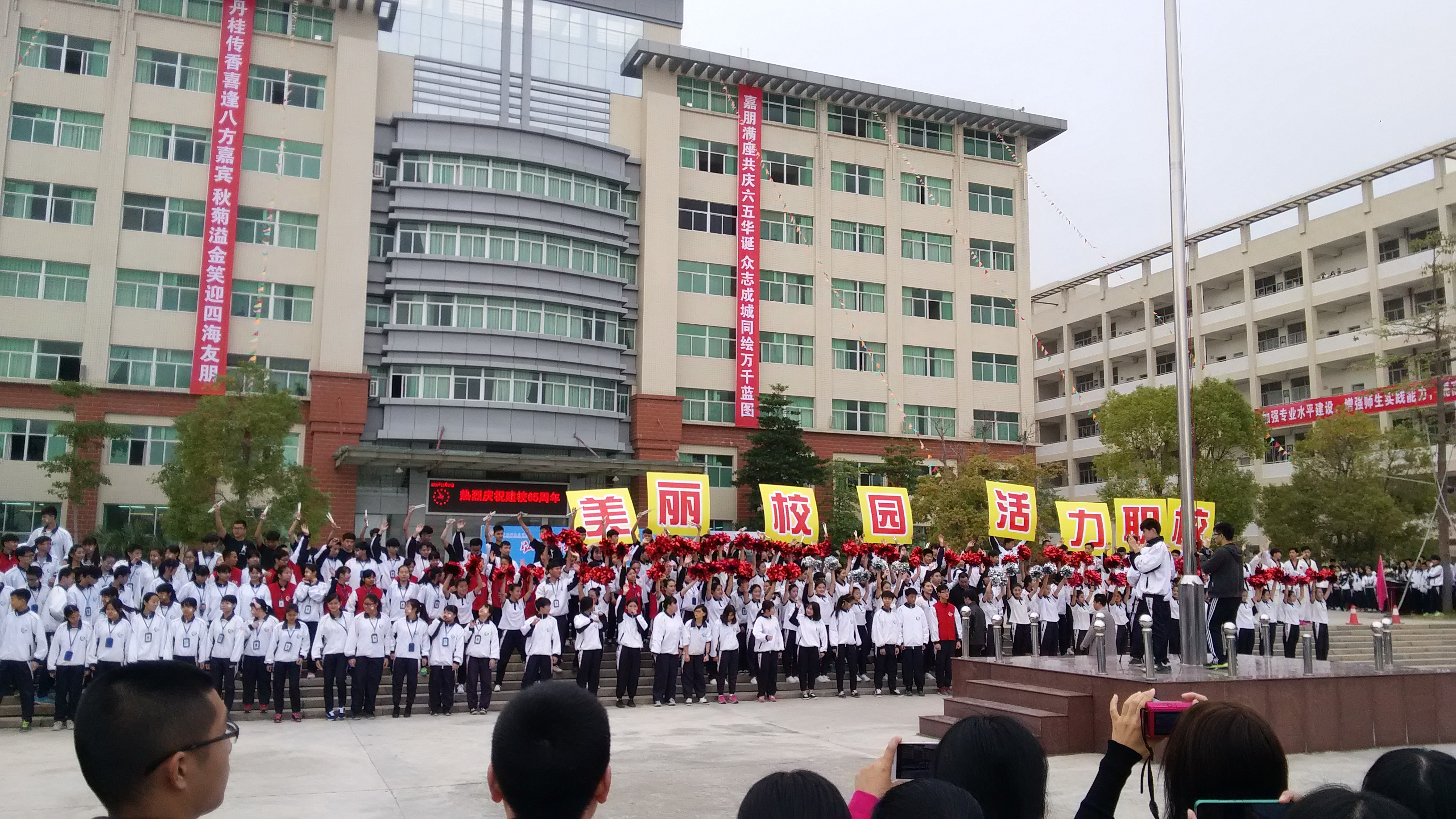
2015年12月7日午前、潮州市職業技術学校、キャンパス広場で開催されている開校65年祝典、この学校では初の記念式典が開催されている。

- 2006年12月7日を徹底的に解決し、学校運営の場の不足の問題と活用する現地の中等職業技術教育の資源、潮州市人民政府は潮州農業学校と潮州市職業技術学校を統合し、合併後の校名を「潮州市職業技術学校」として、決定は潮州農業学校所在地（つまり楓洋校区）の拡張を行って。楓洋新校区建設工事は、潮州市人民政府に市の重点プロジェクト建設プロジェクト。
- 2009年、新しい校章、制服を交換して、2009年、新しい校章、制服。同年潮州市バス有限会社の開通13路バス路線を楓洋キャンパス（バスは潮州との「楓洋農校」）としてじゅうさん路のより／終点、この後の学生を便宜の条件。
- 2011年8月1日、楓洋校区第一期工事が工事を完成し、そして使用、潮州市職業技術学校に2つのキャンパスを持つ。2011年9月1日、楓洋キャンパス正式学校が始まり、第二期工程は工事中です。2012年、合併後の潮州市職業技術学校で広東省教育庁から「広東省重点職業技術学校として再認定されていると認定されていることは、「広東省重点職業技術学校」。
- 2015年8月1日、官誥巷校区に移譲され、虹橋職業技術学校、元官誥巷校区の師弟さすらい移る楓洋校区を受け取って、潮州市職業技術学校に位置する完全楓洋校区。2015年8月20日、許旭文（元潮州市高級技工学校の学長）階段を担当して、潮州市職業技術学校学長。許旭文在任中は、学校の環境改善したいくつかの学校施設、新しく設立された団体が増えている。
- 2015年12月7日、潮州市職業技術学校のキャンパスでプラザで開催した創立65週年の式典を開催しましたし、国旗掲揚、許旭文学長トークやサークル展示などの議題は、これは同校で初開催の学園祭が開催された、その後園遊会と社団演技活動。[2]

## 現況
敷地面積は468.4畝。4500人以上の在学生、221人の教職員がいる。教師宿舎、学生寮、食堂などの生活施設が充実している。

### コース
| 日本語名称                       | 中国語名称         | コード |
| コンピュータネットワーク技術     | 计算机网络技术     | 090500 |
| コンピュータグラフィックデザイン | 计算机平面设计     | 090200 |
| 電子技術応用                     | 电子技术应用       | 091300 |
| デジタル制御技術と金型製造       | 数控技术与模具制造 | 051400 |
| 美術装飾設計と製作               | 美术装潢设计与制作 | 142200 |
| 服装デザインと工芸               | 服装设计与工艺     | 142400 |
| 潮劇戯曲演技                     | 潮剧戏曲表演       | 141000 |
| 社会文化芸術                     | 社会文化艺术       | 140100 |
| 電算会計                         | 会计电算化         | 140100 |
| ビジネス英語                     | 商务英语           | 121300 |
| 電子商取引                       | 电子商务           | 121100 |
| 観光管理とサービス               | 旅游管理与服务     | 130200 |
| 潮州料理                         | 潮菜烹饪           | 130701 |
| 自動車使用とメンテナンス         | 汽车运用与维修     | 082500 |
| 自動車保養とマーケティング       | 汽车美容与营销     | 082800 |
| 農村経済総合管理                 | 农村经济综合管理   | 013100 |
| 庭園設計                         | 园林工程           | 011500 |
| 獣医                             | 畜牧兽医           | 012000 |

### 文化

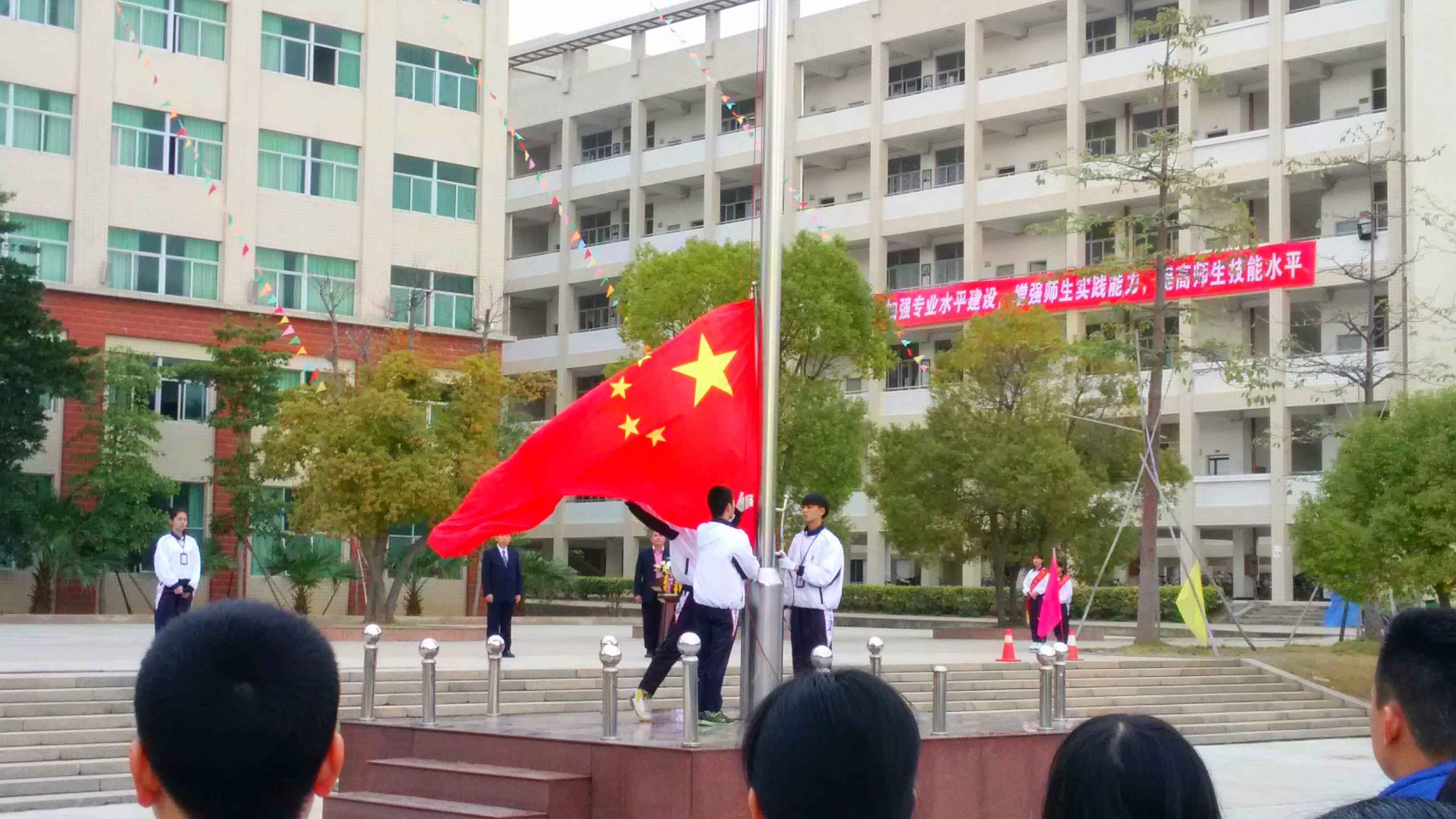
2015年12月7日午前、潮州市職業技術学校はキャンパス広場で創立65年式典、国旗掲揚隊を掲げ、中華人民共和国国旗を掲げている。

毎年5月4日前後には、五四文芸演出と歌手コンテストが開催される。また、毎年10月に、新入生は1週間の軍事訓練に参加する。毎年3月12日に同校の中国共産主義青年団の団員が植林活動に参加する。学生は各サークルの共同活動が非常に豊富、毎年各サークル連合会連合に大交歓を開催。

### 学生
学生は寄宿生と通学生に大きく分けられる。寄宿生は平日の夜に自習を参加する必要がある。通学生は毎日、通学証を持ち自宅に帰る。寄宿生は毎週の金曜日の午後から日曜日の午後までに学校を自由に出られる。

### アクセス

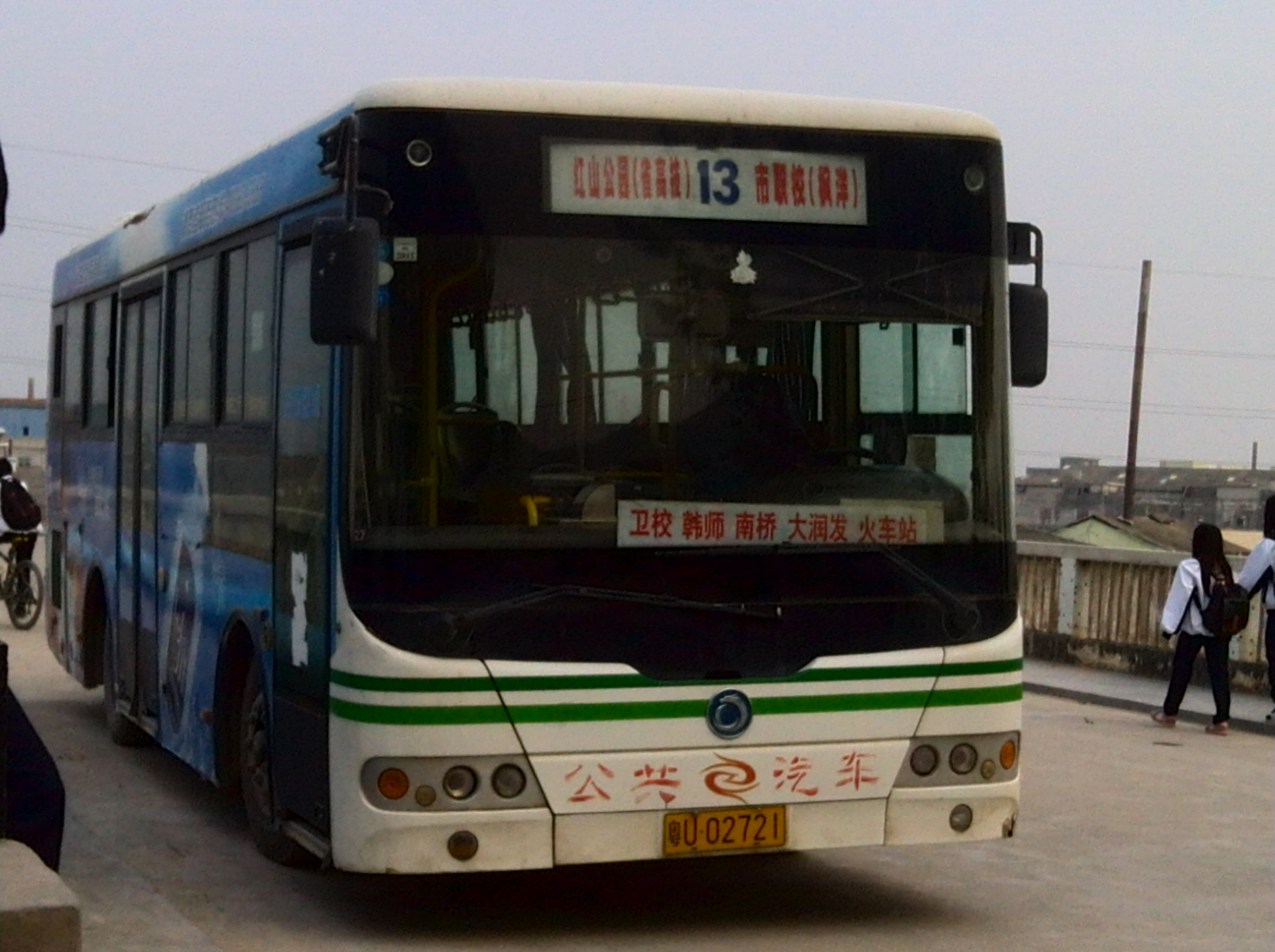
潮州市の13番バス

- 潮州13番バス（楓洋農校-金山中学）終点付近。

### 休みになる
潮州市職業技術学校の休みの長さより潮州のほとんどの学校はとても長くて、例えば2015年の“メーデー”の労働節休暇、潮州のほとんどの学校は普通はご5月1日至3日共さんさん休3日が、潮州市職業技術学校が入ったご日休暇（4月30日至5月4日）。

## キャンパス施設
- 校門：キャンパス東部に位置する。警務室と。
- 総合楼：キャンパス西部に位置する。校長室、政教場、指導部、教師室、会議室などがある。
- 新教学楼：キャンパス北西部に位置する。共有3棟（第6、7、8棟）、教室は第6棟には、コンピュータの部屋は第7棟、自動車修理訓練センター、多機能ホールなどは第8棟。
- 旧教学楼：キャンパス北部に位置する。共有5棟（第1、2、3、4、5棟）、教室を中心に、コンピュータ不動は第1棟、潮州料理研修室第よんしよ棟第2階に位置する。
- 実訓楼：キャンパス北部に位置する。コンピュータの部屋、会計の実験室、服装の裁縫の室、数値制御の訓練の中心など。
- 広場：キャンパス中部に位置する。主に集会、広場の両側には2本LEDランプが立ち、夜の照明も照明。
- 国旗掲揚台：キャンパス中部に位置する。中華人民共和国の国旗を掲げて。
- 図書館：キャンパス北部に位置する。
- 体育館：キャンパス北西部に位置して。主に会議を開き、文芸シンクロやスポーツなどの。
- グラウンド：キャンパス東北部。陸上競技場、バスケットボール、サッカー場、鉄棒、平行棒などのスポーツ機材。
- 食堂：キャンパス南西部に位置する。第二階には職員食堂が設けられており。
- 寮：キャンパス南部に位置して。学生寮、昼休寮、教师寮に分かれて。
- 水泳場：キャンパス東南部に位置して。建てる。
- 校史館：建てる。
- 塀、鉄条網：塀に、匪徒の侵入を防止する。

### 建築

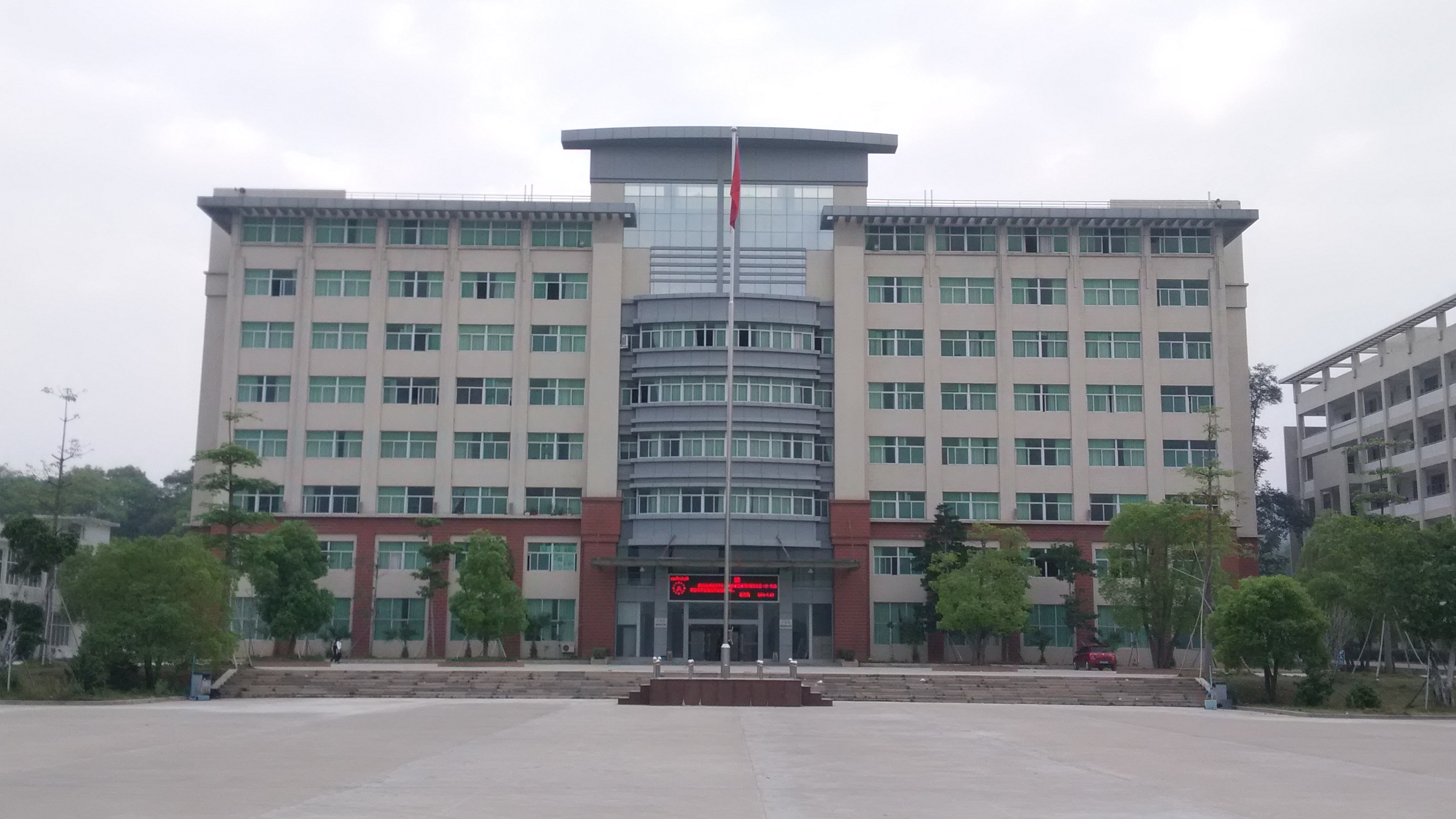
総合楼
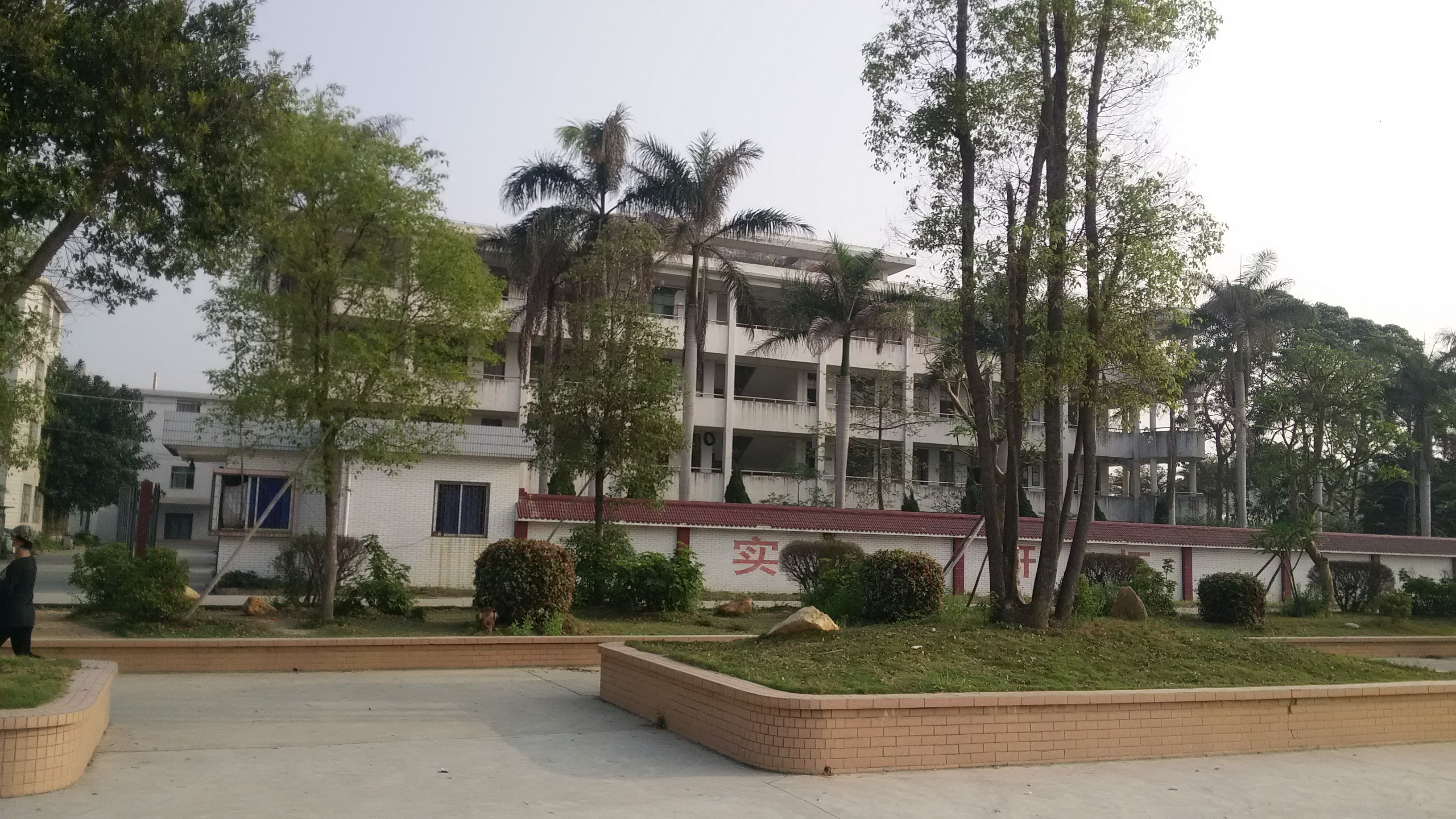
旧教室楼
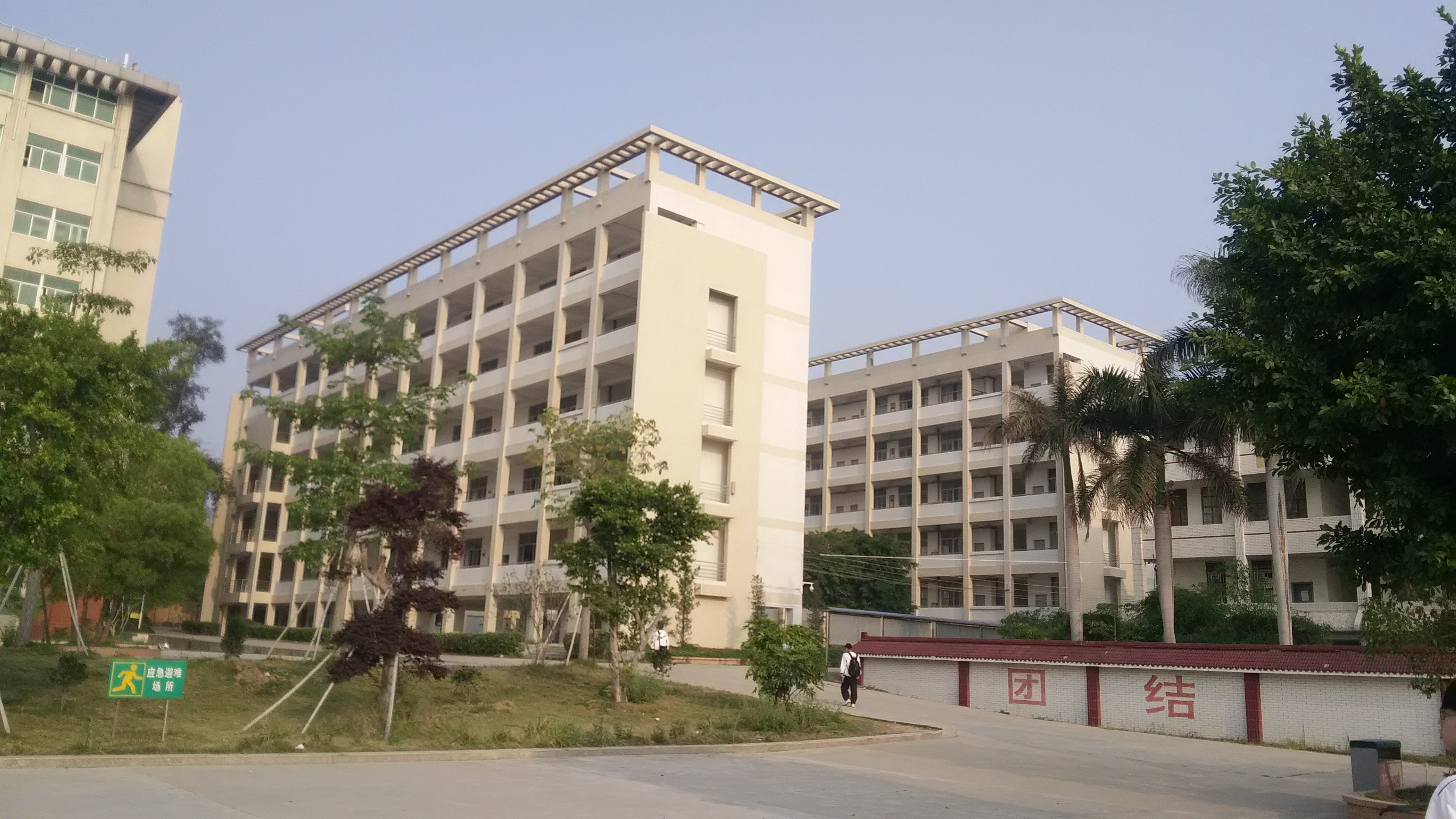
新教室楼
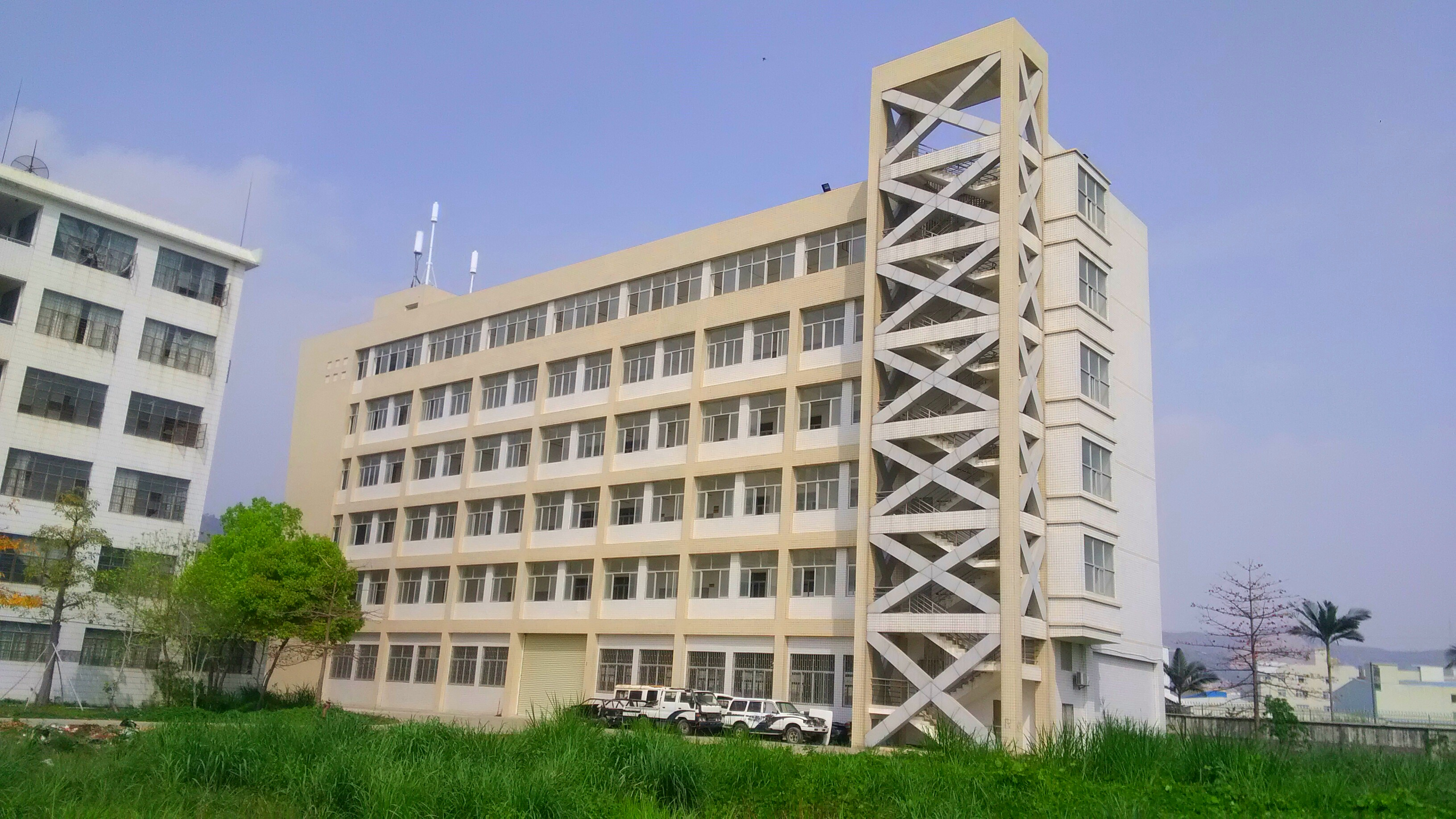
実訓楼
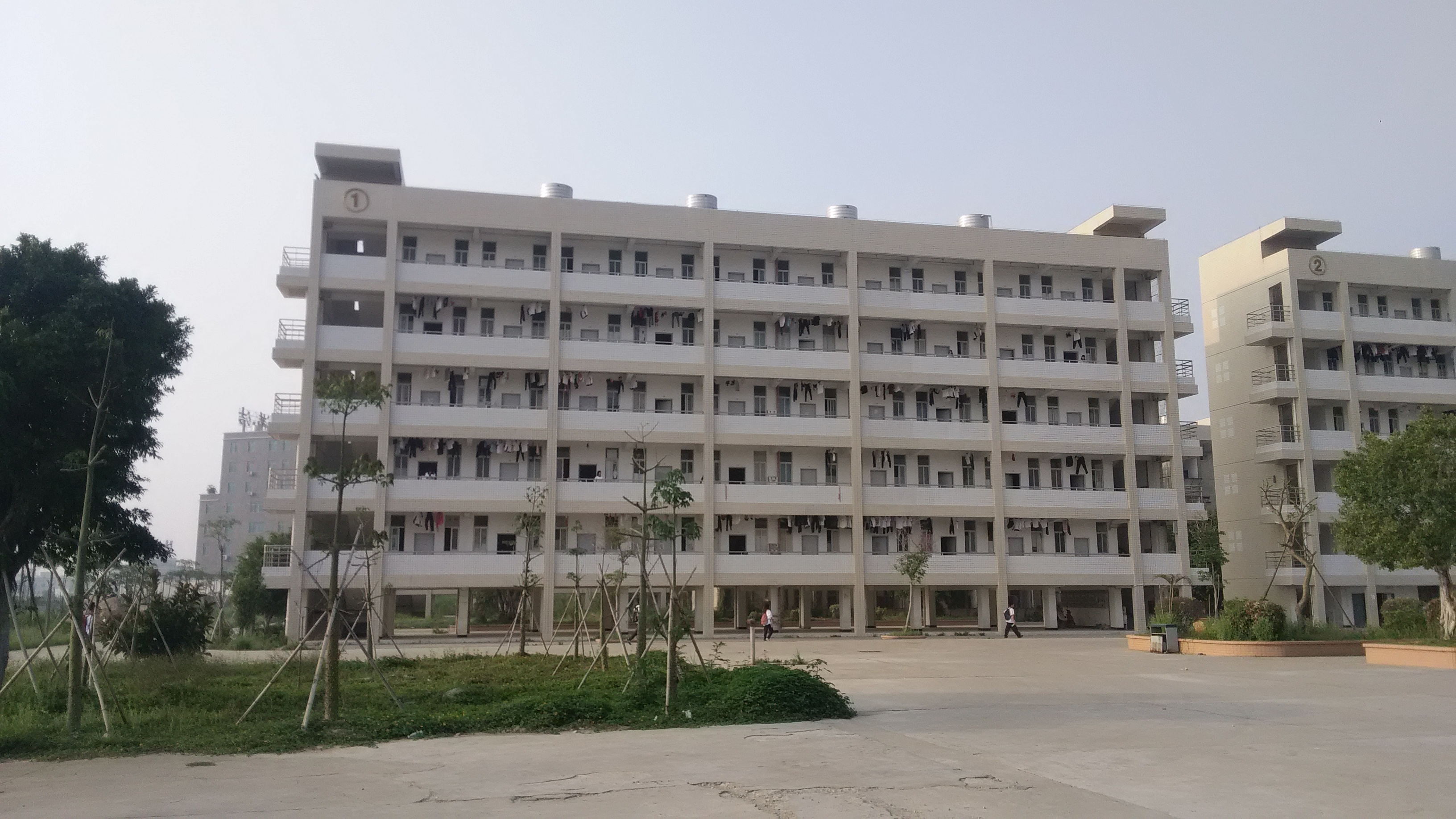
寮
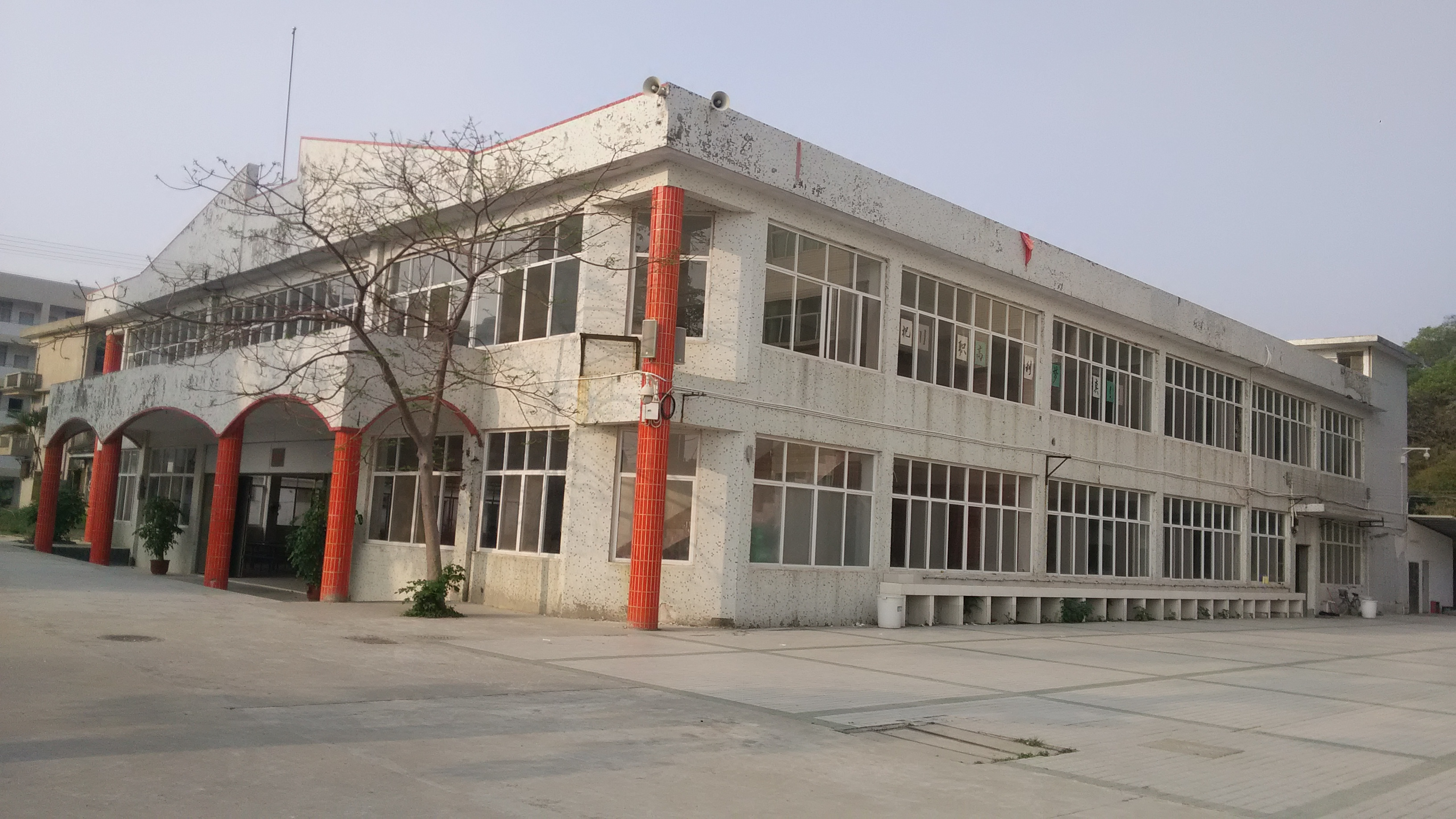
食堂
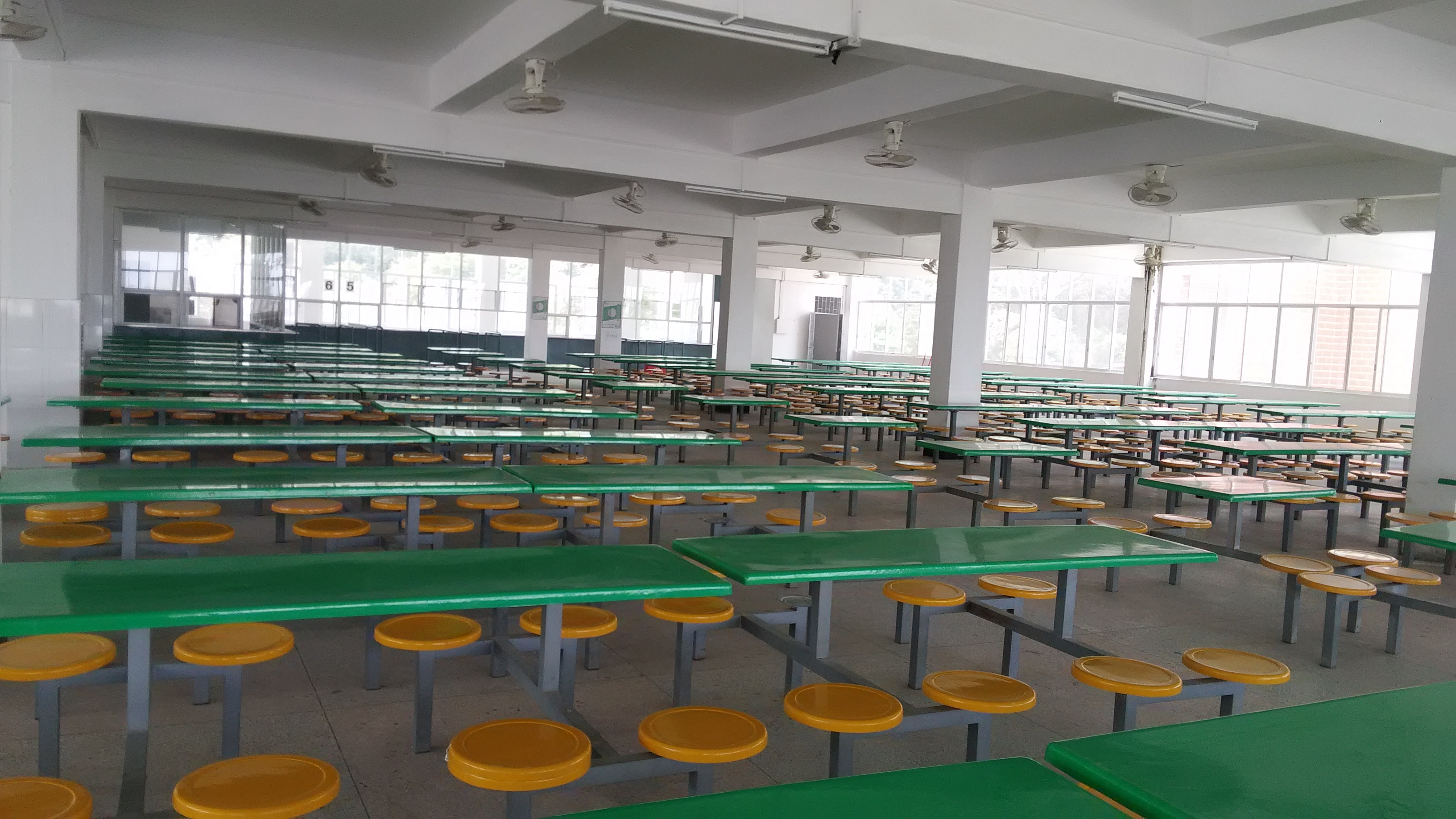
食堂の二階
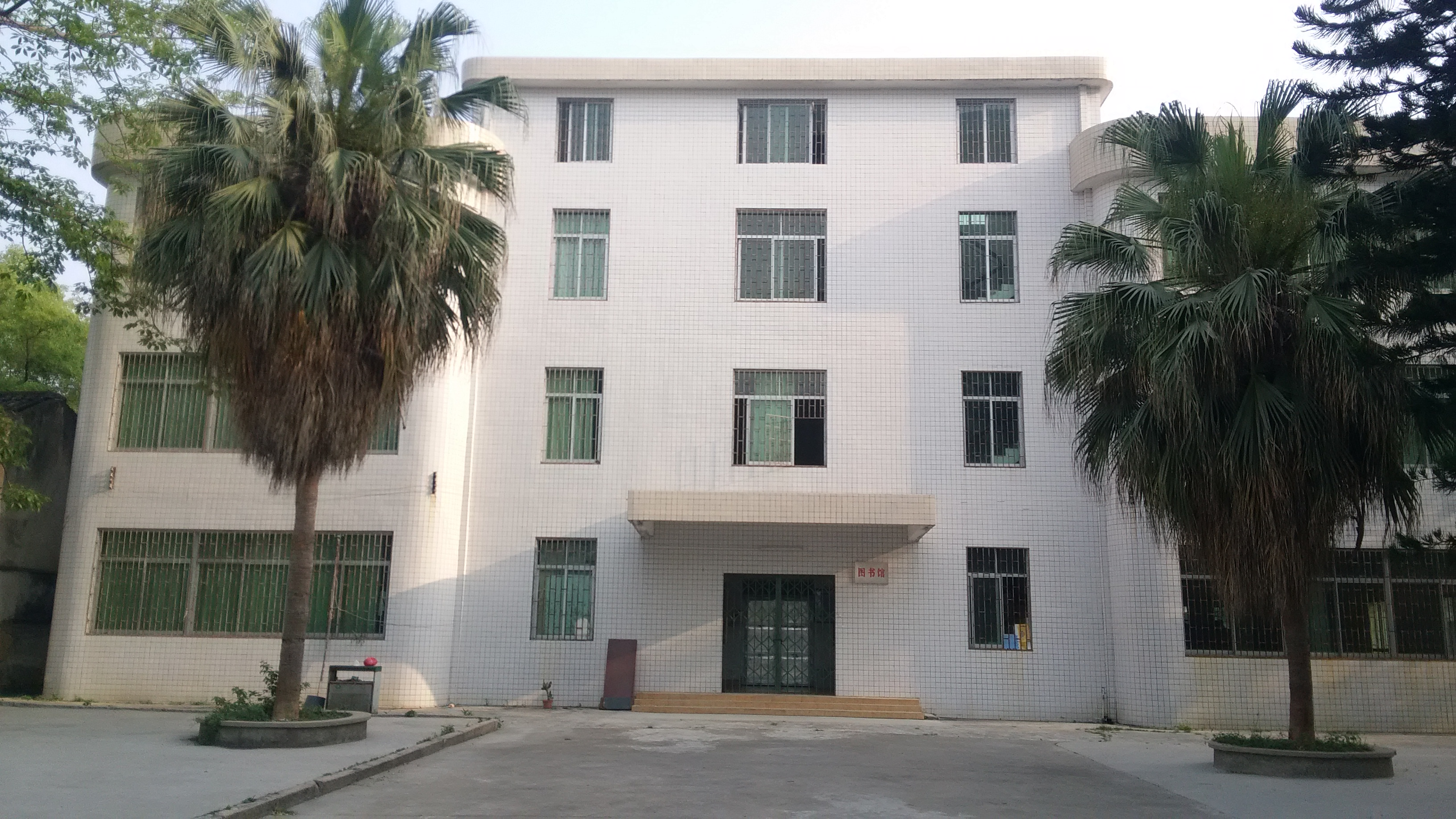
図書館
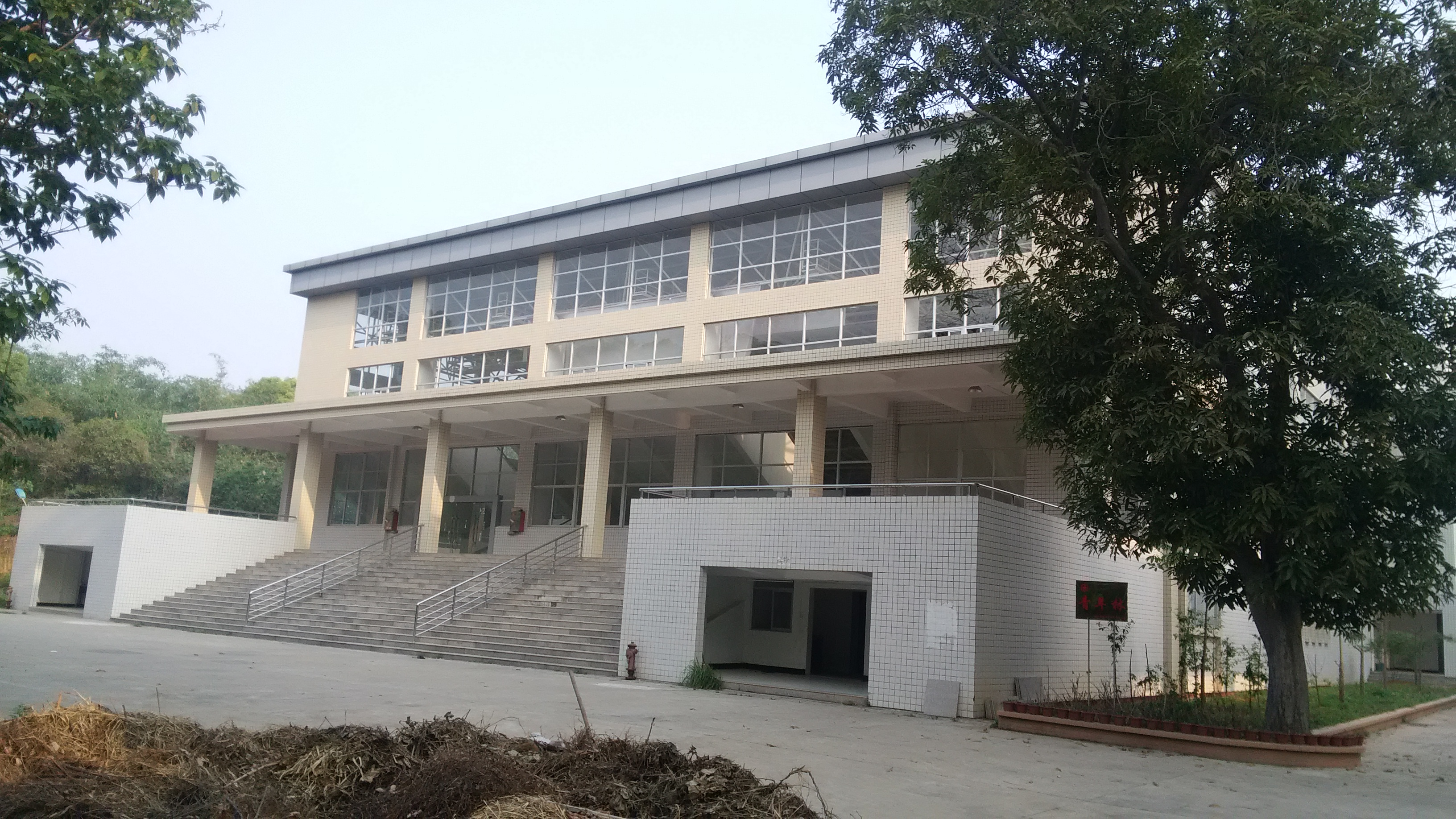
体育館
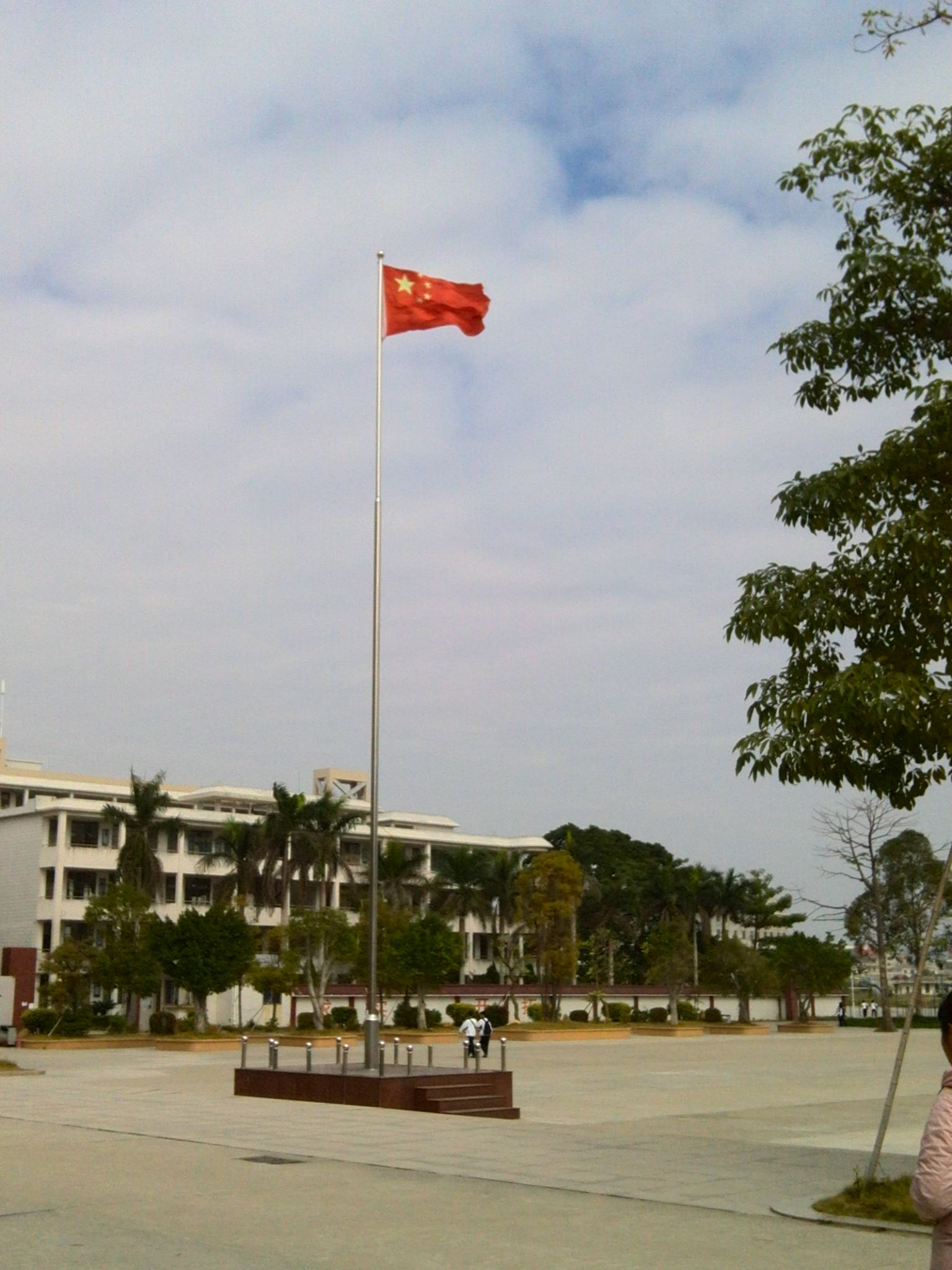
国旗掲揚台

### 施設

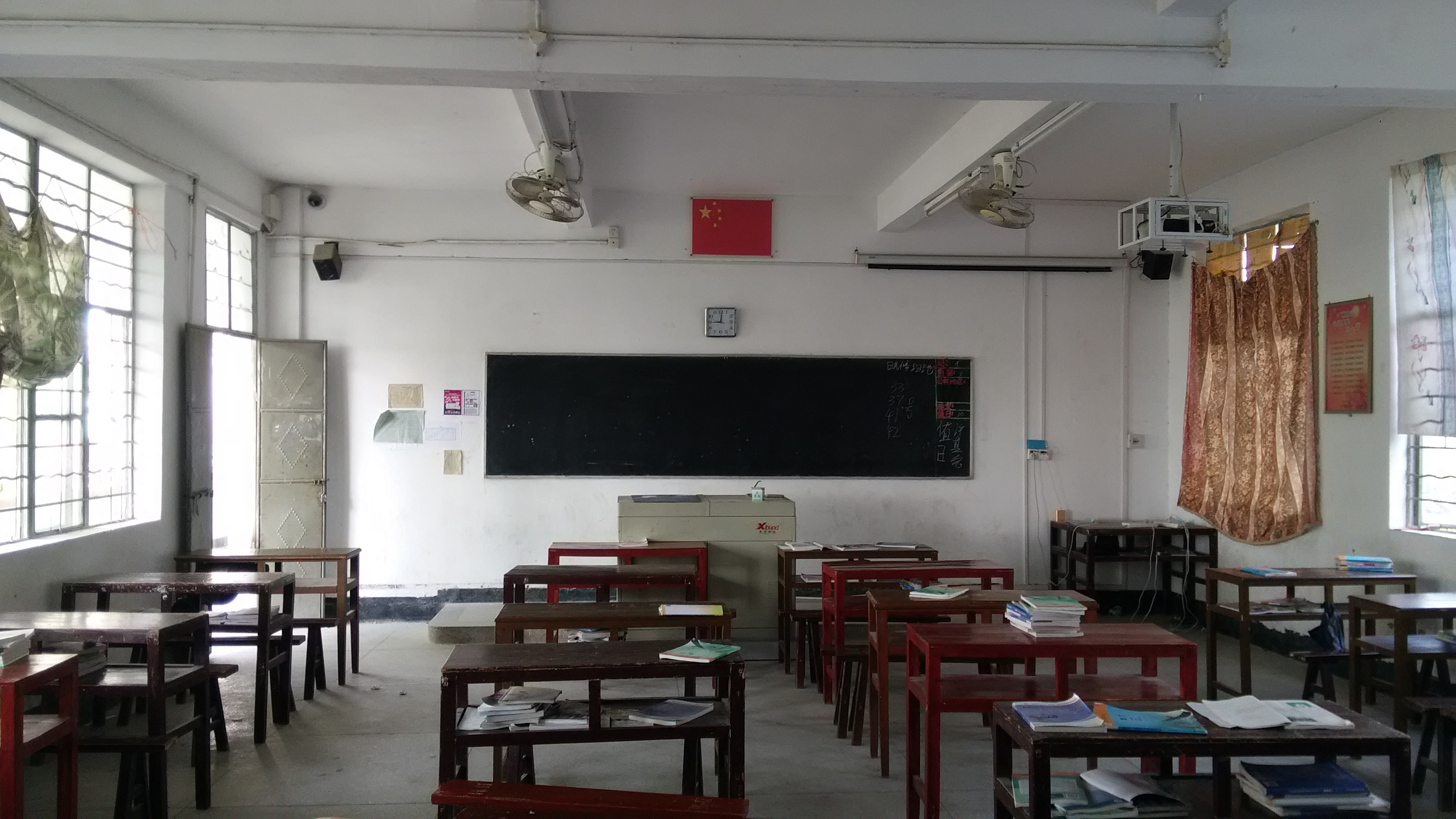
教室
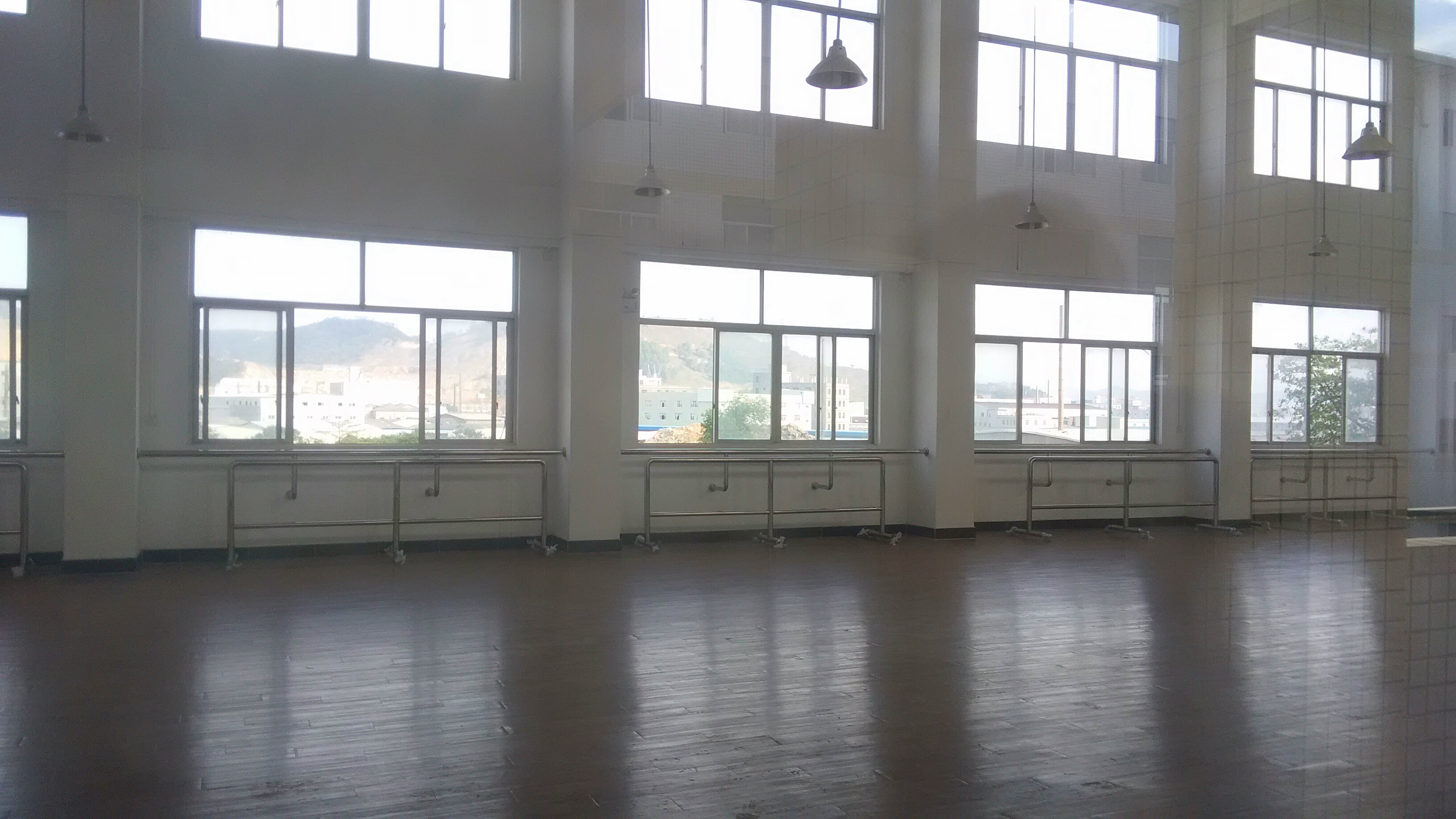
多機能庁
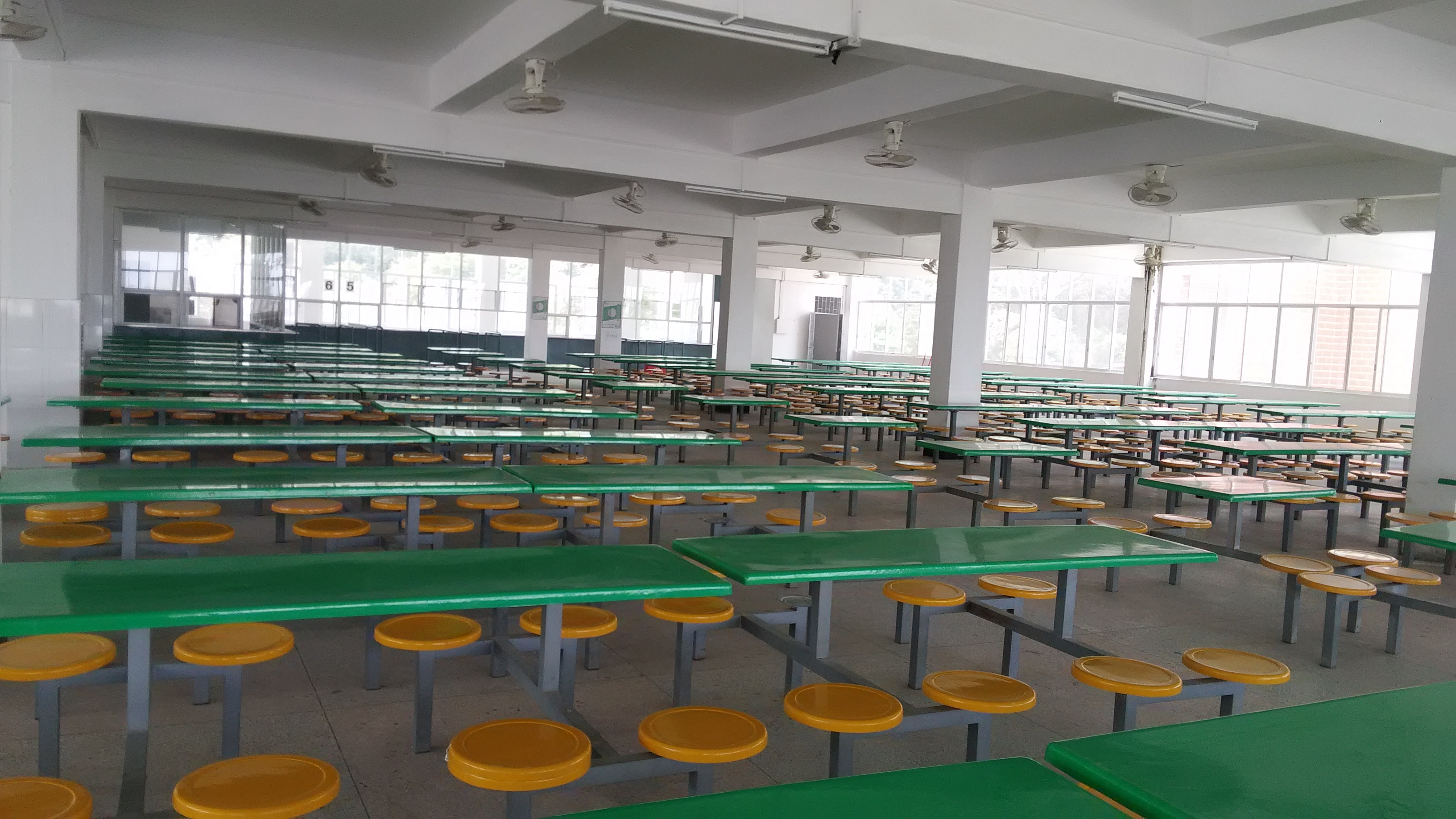
食堂第二階レストラン
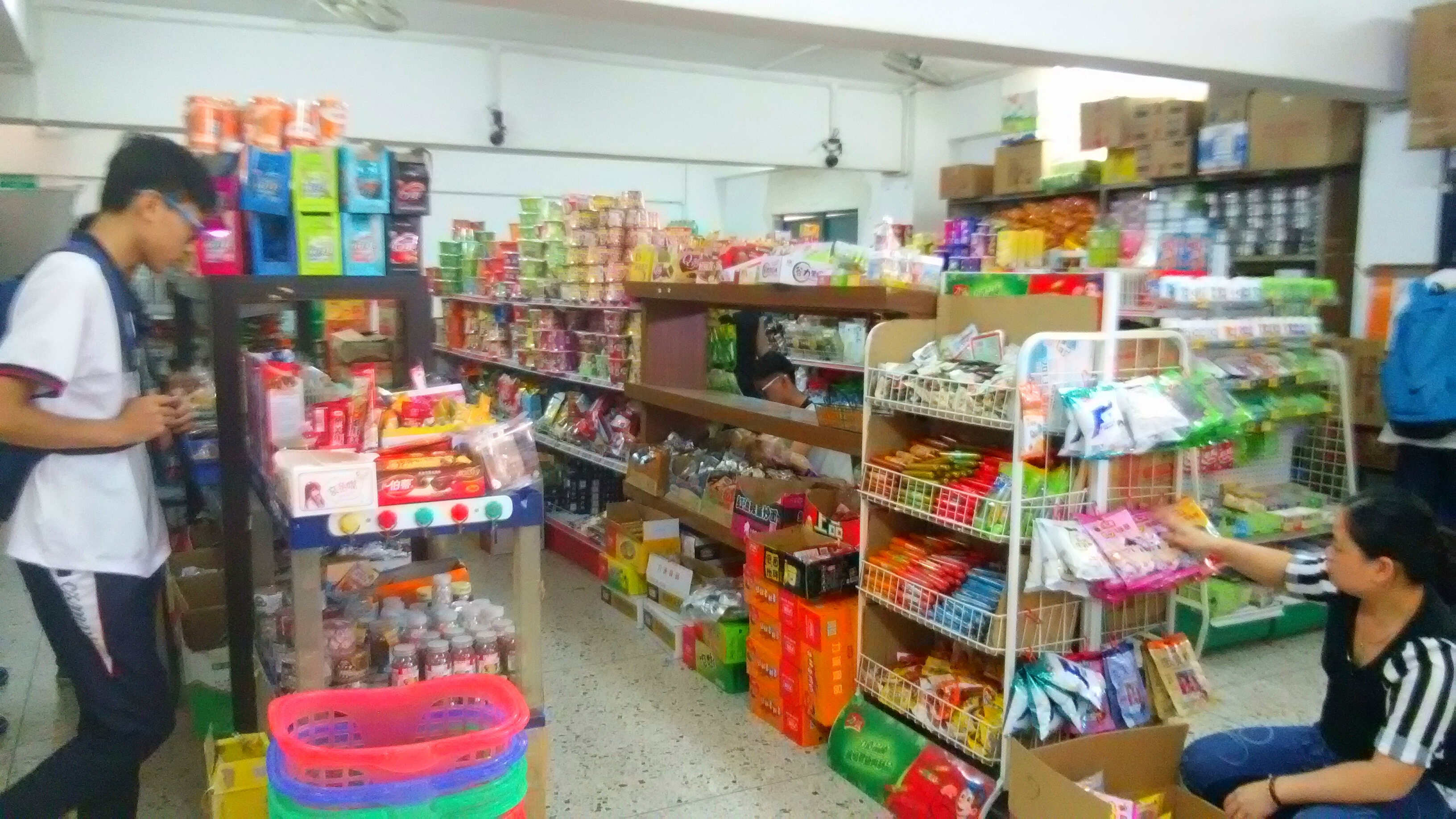
小売部

## 学生団体
全部合わせて33学生団体がある：

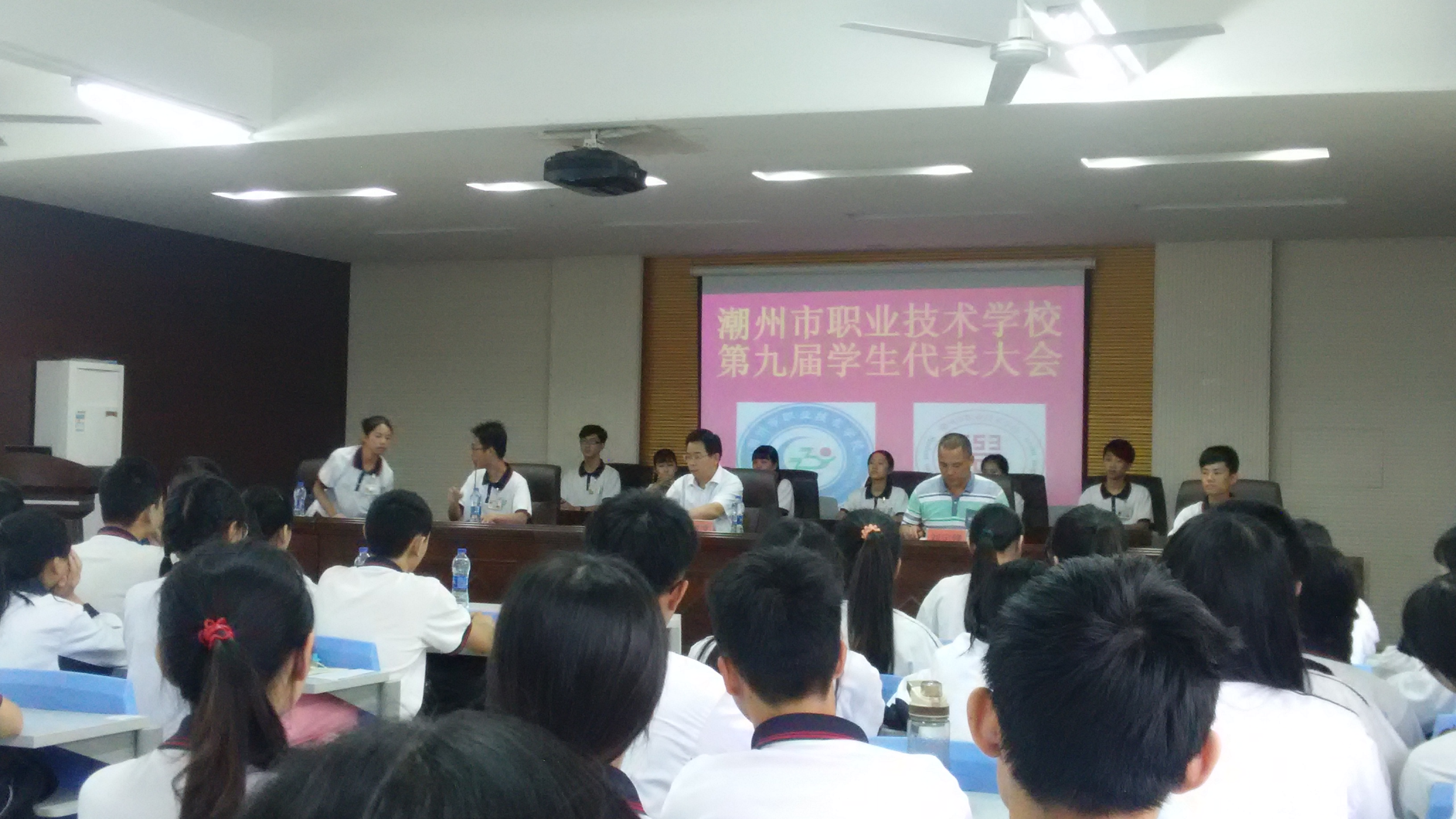
潮州市職業技術学校の第9回学生大会，2015年10月11日。校長の許旭文は演説する

- 職校放送ステーション（2007年9月1日に設立され、計33人）
- 青年ボランティア協会（2011年10月1日に設立され、計140人）
- 生徒会
- 美術協会（2010年に設立され、計30人）
- ビデオスタジオ（2010年9月1日に設立され、計5人）
- ヌンチャク協会（別名の舞魂棍社、2010年10月1日に設立され、計50人）
- バドミントン協会（またの名羽羽根私同業社、2011年に設立され、計50人）
- テコンドー協会（2012年に設立され、計140人）
- エアロビクス協会（2012年10月1日に設立され、計40人）
- 楓洋インラインスケート社（2013年に設立され、計75人）
- 緑園社（2014年3月12日に設立され、計440人）
- マラソン協会（2014年3月26日に設立され、計14人）
- 書道協会（2014年10月1日に設立され）
- 漢興協会（2015年に設立され、計40人）
- 陶芸社（2015年に設立され、計40人）
- 空撮協会（2015年9月1日に設立され）
- 散打社（2015年9月1日に設立され、計35人）
- 潮州大銅鑼学生楽団（2015年10月29日に設立され、計110人）
- 国旗掲揚隊（計6人）
- 儀礼チーム（計26人）
- 撮影協会（計32人）
- コスチューム社（計で53人）
- 尚音音楽社
- ダンス社
- アニメ社
- ギター社
- 創業社
- 実践社
- 出演社
- レーシング社
- バスケットボール協会
- BHTシャッフル社

## リーダー
- 学長：許旭文
- 副学長：劉宇鋒、余翀、蔡樹藩
- 政教所主任：陳向群
- 政教所副主任兼団書記：周広雄
- 正処級幹部：湯如峰

### 歴代学長
| 代 | 肖像 | 学長   | 就任          | 退任          |
| ？ |      |        |               | 2000年        |
| 1  |      | 張森鎮 | 2000年        | 2015年8月20日 |
| 2  |      | 許旭文 | 2015年8月20日 | 在職          |

## 制服

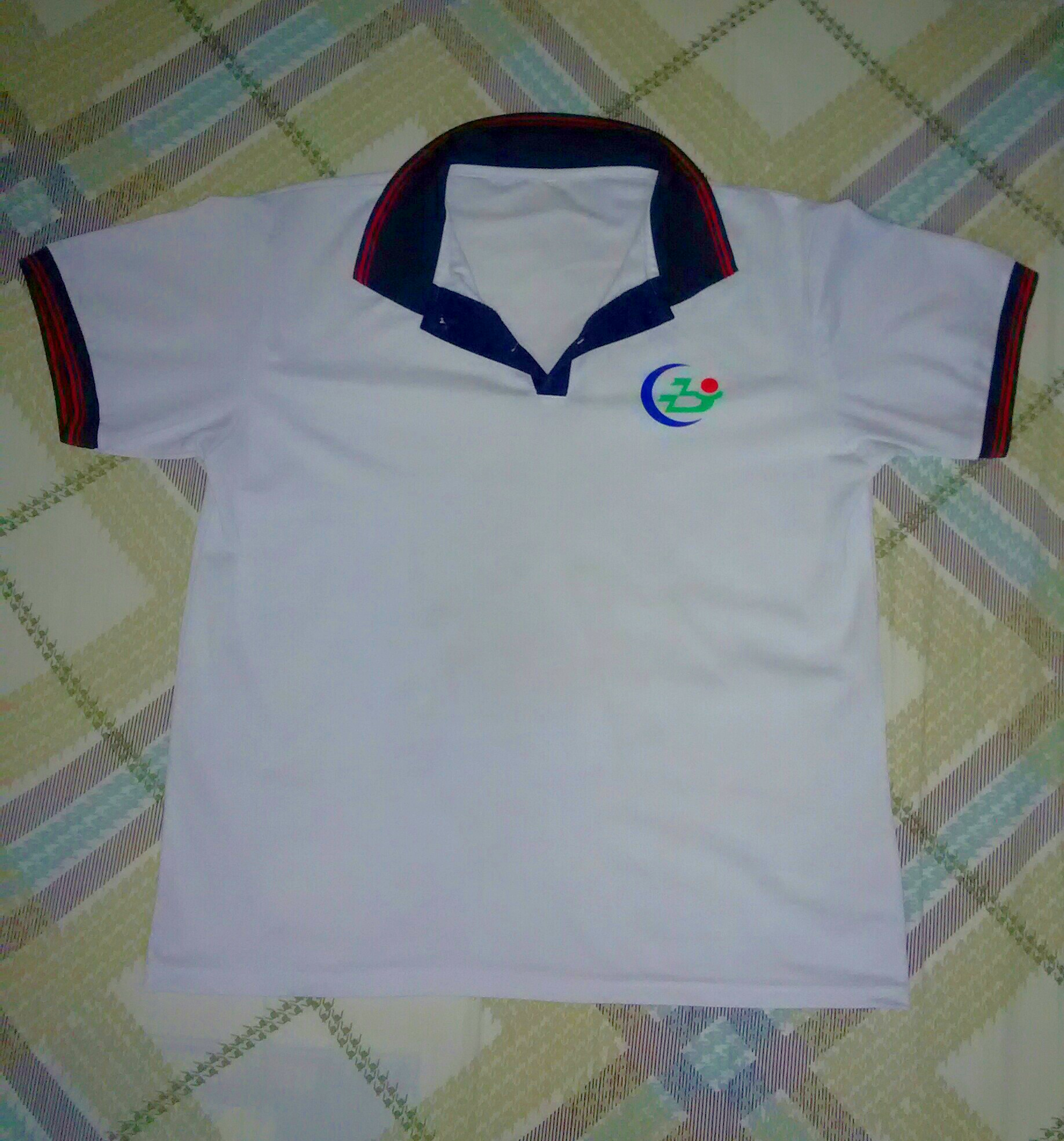
夏用制服（上着），ない係ボタン

現在の制服は同校の新しい校章を発表した（2009年）から作った第2代である。
- 夏の上着は白色、襟と袖口は紺色、左胸には校章が描かれる。
- 冬の上着は白色、襟、袖口などには紺色の部分がある。左胸には校章が描かれる。
- ズボンは紺色で、2つのポケットがある。ポケットのところに赤い辺の白い等辺三角形があり、その上に「CZMVS」（同校の英語略称）の文字が書かれる。

## 参考資料
1. ↑  张森镇：职校发展的领军人，潮州广播电视台，2007-09-15
2. ↑  回顾历程，凝心聚力，扬帆起航，再创辉煌——学校举办庆祝建校65周年系列活动，潮州市职业技术学校，2015-12-07
3. ↑  “舞动青春，激扬梦想”——纪念五四运动九十五周年文艺汇演，潮州市职业技术学校，2014-05-13
4. ↑  弘扬五四精神，演绎出彩青春，展示多彩职校，潮州市职业技术学校，2015-05-01
5. ↑  社团天地，潮州市职业技术学校